# Euestola basidensepunctata
Euestola basidensepunctata är en skalbaggsart som beskrevs av Stefan von Breuning 1943. Euestola basidensepunctata ingår i släktet Euestola och familjen långhorningar. Inga underarter finns listade i Catalogue of Life.